# Per Brandt
Per Erik Brandt (ur. 30 października 1972 w Vansbro) – szwedzki biathlonista. W Pucharze Świata zadebiutował 21 stycznia 1993 roku w Anterselvie, gdzie zajął 58. miejsce w biegu indywidualnym. Nigdy nie zdobył pucharowych punktów, jednak 23 stycznia 1994 roku w Anterselvie wspólnie z Ulfem Johanssonem, Leifem Anderssonem i Fredrikiem Kuoppą był trzeci w sztafecie, a 22 stycznia 1995 roku w Oberhofie razem z Andersem Mannelqvistem, Jonasem Erikssonem i Kuoppą był trzeci w biegu drużynowym. W 1993 roku wystartował na mistrzostwach świata w Borowcu, gdzie zajął czwarte miejsce w biegu drużynowym. Brał też udział w igrzyskach olimpijskich w Lillehammer, zajmując 27. miejsce w biegu indywidualnym, 38. miejsce w sprincie oraz 11. miejsce w sztafecie.

## Osiągnięcia

### Igrzyska olimpijskie
| Rok  | Miejscowość | Konkurencje | Konkurencje | Konkurencje | Konkurencje | Konkurencje | Konkurencje | Konkurencje |
| Rok  | Miejscowość | IN          | SP          | PU          | MS          | RL          | MR          | SR          |
| ---- | ----------- | ----------- | ----------- | ----------- | ----------- | ----------- | ----------- | ----------- |
| 1994 | Lillehammer | 27.         | 38.         | nd.         | nd.         | 11.         | nd.         | –           |

### Mistrzostwa świata
| Rok  | Miejscowość | Konkurencje | Konkurencje | Konkurencje | Konkurencje | Konkurencje | Konkurencje | Konkurencje |
| Rok  | Miejscowość | IN          | SP          | PU          | MS          | RL          | MR          | SR          |
| ---- | ----------- | ----------- | ----------- | ----------- | ----------- | ----------- | ----------- | ----------- |
| 1993 | Borowec     | –           | –           | nd.         | nd.         | –           | nd.         | –           |

### Puchar Świata

#### Miejsca w klasyfikacji generalnej
| Sezon     | Miejsce |
| --------- | ------- |
| 1992/1993 | -       |
| 1993/1994 | -       |
| 1994/1995 | -       |

#### Miejsca na podium chronologicznie
Brandt nigdy nie stanął na podium zawodów PŚ.